# モハメド・チテ
モハメド・ガサナ・チテ（Mohamed Gasana Tchité, 1984年1月31日 - ）は、ブルンジ・ブジュンブラ出身の元サッカー選手。現役時代のポジションはフォワード（セカンドトップ）。

## 経歴

### 渡欧前
両親はルワンダとコンゴ民主共和国(DRコンゴ)出身であるが、モハメドはブルンジの首都ブジュンブラで生まれ育った。地元のASレンジャーズFC（後のドラゴン・スーパー・レンジャーズFC）でサッカーを始め、2001年にプリンス・ルイFCに移籍すると、ブルンジ・プレミアリーグで優勝してレベレーション・フットボーラー・ザ・イヤーを受賞し、カガメ・インタークラブ・カップでも決勝に進出した。2002年にはルワンダのムクラ・ヴィクトリー・スポーツFCに移籍し、スタンダール・リエージュのスカウトから注目された。

### クラブ
2003年、ベルギーのスタンダール・リエージュに移籍した。3シーズンの間レギュラーとしてプレーし、58試合に出場して21得点を挙げた。2004年夏のプレシーズンにはユヴェントスFCのアジア遠征に参加し、FC東京戦に出場した後にスタンダールに戻った。2005-06シーズンには16得点を挙げ、トシン・ドスンム（18得点）に次ぐ得点ランキング2位となった。2006年夏にはRSCアンデルレヒトに移籍し、2006-07シーズンのジュピラーリーグを制した。自身はベルギー最優秀選手賞を受賞し、ベルギー・エボニー・シュー（ベルギー最優秀アフリカ人選手賞）も受賞した。
2007年8月31日、移籍市場の最終日にスペインのラシン・サンタンデールと契約した。ラシンはバレンシアCFに移籍したニコラ・ジギッチの代役を探していた。移籍金は750万ユーロ（約11億8000万円）であり、アンデルレヒトのクラブ史上最高額となった。11月11日のデポルティーボ・ラ・コルーニャ戦 (1-0) で決勝点を挙げ、2008年2月24日のUDアルメリア戦 (1-0) でも決勝点を挙げるなど、2007-08シーズンはチームトップの7得点を挙げた。2008年11月1日、エスタディオ・デ・メスタージャで行われたバレンシアCF戦 (4-2) でハットトリックを達成し、バレンシアCFに2008-09シーズン初黒星を付けた。リーグ戦の出場機会ははっきりと減少したが、2008-09シーズンは前シーズンと同数の得点を挙げ、UEFAカップではシャルケ04戦 (1-1) で得点した。2009-10シーズン序盤はほとんどの試合で先発出場の機会を与えられながら、前半戦4得点（このうち1点はPK）しかできずに苦しんだ。しかし、2010年4月のRCDエスパニョール戦 (3-1) とヘレスCD戦 (2-2) では2戦連続で2得点（このうち3点はPKによる得点）し、5月16日のスポルティング・ヒホン戦 (2-0) で2得点し、リーグ戦での得点数を自己最高の11得点まで伸ばした。
2010年夏にはイングランドのウェストブロムウィッチ・アルビオンFCなどから狙われたが、移籍市場最終日の8月31日、古巣スタンダール・リエージュと契約を結んだ。
2012年夏、クラブ・ブルッヘへ完全移籍。

### 代表
両親はともに中部アフリカ出身であり、自身もブルンジで生まれ育ったが、2003年のスタンダールへの移籍後にベルギー代表への招集を熱望していることを明らかにし、2008年7月11日には正式にベルギーの市民権を取得した。ベルギー代表監督のレネ・ヴァンデレイケンは2010 FIFAワールドカップ・ヨーロッパ予選にチテを招集したが、国際サッカー連盟 (FIFA) が介入してチテがヨーロッパ予選に出場できないとする裁定を下した。この裁定によると、チテは2000年にブルンジ代表としてCECAFAカップに出場しており、さらにU-20ブルンジ代表の試合にも出場している。ルワンダ代表として試合に出場した経験はないが、2002年のムクラ・ヴィクトリー・スポーツFC移籍後にはルワンダ国籍に鞍替えしており、FIFAの規則によると、ルワンダ代表としてプレーする権利はあるものの、ベルギー代表の試合には出場できないということであった。

## タイトル

### クラブ
プリンス・ルイFC
- ブルンジ・プレミアリーグ : 2001

スタンダール・リエージュ
- ベルギーカップ : 2010-11

RSCアンデルレヒト
- ジュピラー・リーグ : 2006-07
- ベルギー・スーパーカップ : 2006, 2007

### 個人
- レベレーション・フットボーラー・ザ・イヤー : 2002
- ジュピラー・リーグ 最優秀選手賞 : 2006-07
- ジュピラー・リーグ 最優秀アフリカ人選手賞 : 2006-07